# 山口慶
山口慶（1983年6月11日—），前日本職業足球員，日本20歲以下足球代表隊成員。

## 俱乐部生涯
2002年，山口慶在名古屋鯨魚开始足球生涯。2009年转会至市原千葉JEF聯。2014年，引退。

## 日本國家足球隊
山口慶参加了2003年世界青年錦標賽。

## 外部連結
- （日語）J.League Data Site （页面存档备份，存于）